# ドゥルジ
ドゥルジ (Druj) とは、ゾロアスター教の悪神の一人。
その名はアヴェスター語で「虚偽」を意味し、善神アシャ・ワヒシュタの敵対者である。
アシャは宇宙の天則の神格化であり、正義・真実の神格化である。したがってドゥルジは不義と偽りの神格化である。
ザラスシュトラ自身の直説であるガーサーなど、アヴェスターの初期の神学では、善なる者をアシャワン（ašavan 『義者』）、悪しき者をドルグワント（drəgvant 『不義者』）と呼び、人間の宗教的な有り様を端的に表す概念として極めて重視された。
しかし、ウィーデーウダートなど、アヴェスターの中でも新しい部分では、ドゥルジは「不浄」の概念と結びつけられる。特に死の穢れを司る者とされ、この場合はドゥルジ・ナス (Druj Nasu) と呼ばれる。なお、「ナス」とは「死体」の意味である。
ドゥルジ・ナスは複数の女悪魔と考えられ、アルズーラ山峡にある地獄とつながる洞穴から、ハエの姿で飛んで来るという。そして腐敗した死体を温床とし、世界に不浄をまき散らす。また、伝染病を媒介し、死を広めるのも彼女の使命である。
また、猛禽類や犬はドゥルジ・ナスから死体を守護する者とされ、従ってゾロアスター教では鳥葬が推奨される。